# Symphony of Enchanted Lands
Symphony of Enchanted Lands ist das zweite Studioalbum der italienischen Power-/Symphonic-Metal-Band Rhapsody (heute Rhapsody of Fire).

## Texte und Konzept
Symphony of Enchanted Lands ist das zweite Konzeptalbum der Emerald-Sword-Saga-Pentalogie. Die Geschichte der Lied- und der Begleittexte im Beiheft ist vollständig der Suche nach den drei Schlüsseln der Weisheit gewidmet. Diese Schlüssel sind erforderlich, um die Tore zu einem versteckten Tal zu öffnen, in dem eine magische Wunderwaffe liegt, das Emerald Sword. Nur mit diesem soll es dem Krieger des Eises möglich sein, einen laufenden Krieg gegen Dämonen aus der Unterwelt siegreich zu beenden. Auf dem Weg zur Erlangung der Schlüssel muss der Krieger u. a. in den Spiegel seiner tiefsten Ängste blicken und gegen einen Drachen kämpfen.
Zu dem Album wurde die Single Emerald Sword veröffentlicht. Das Album selbst erschien u. a. als bisher aufwändigste Box der Band mit einer Auflage von 5.000 Stück. Neben dem Album enthält die CD einen Schwertanhänger, einen Drachenanstecker sowie Tattoos und Sticker mit dem Band-Logo.

## Musikstil
Die Band verbindet schnellen Power Metal mit klassischen Instrumenten, Chören und Fabio Liones charakteristischem Gesang und setzt damit ihren typischen Stil fort. Wisdom of the Kings wirkt durch die stellenweise dominant eingesetzten klassischen Saiteninstrumente eine klassischere Färbung, Heroes of the Lost Valley durch den Einsatz von Cembalo und Flöte eine der Barockmusik ähnliche Atmosphäre. Mit Symphony of Enchanted Lands beginnt die eigentliche symphonische Phase der Band. Sargon the Terrible von The Metal Crypt kritisiert allerdings, die symphonischen Passagen wirkten eher wie Filmmusik, die den eigentlichen Liedern nur hinzugefügt und nicht integral sei.

## Kritiken
Alex von The Metal Observer beendete seine Rezension mit dem Satz: „Who can only slightly identify with this style and does not own this album cannot be really called a fan!“.
Sargon the Terrible kritisierte, der Einsatz von Keyboards mache die Musiker nicht zu klassischen Komponisten, die narrativen Passagen seien „unglaublich langweilig“ und das Album enthalte nicht genug Metal. Er möge zwar die Idee von Rhapsody, kenne aber kein Album, das ihrem eigenen Anspruch entspreche.

## Titelliste
1. Epicus Furor – 01:15
2. Emerald Sword – 04:21
3. Wisdom of the Kings – 04:29
4. Heroes of the Lost Valley – 02:04
I. Entering the Waterfalls Realm
II. The Dragons Pride
5. Eternal Glory – 07:29
6. Beyond the Gates of Infinity – 07:23
7. Wings of Destiny – 04:28
8. The Dark Tower of Abyss – 06:47
9. Riding the Winds of Eternity – 04:13
10. Symphony of Enchanted Lands – 13:17
I. Tharos’ Last Flight
II. The Hymn of The Warrior
III. Rex Tremende
IV. The Immortal Fire

## Gastmusiker
- Erzähler – Sir Jay Lansford
- Weibliche Barockstimme – Constanze Backes
- Choir of Immortals – Thomas Rettke, Robert Hunecke-Rizzo, Ricky Rizzo, Cinzia Rizzo, Tatiana Bloch, Davide Calabrese, Michele Mayer, Giuliano Tarlon, Cristiano Adacher, Manuel Staropoli, Fabio Lione, Alex Staropoli, Luca Turill
- Donkosakenchor
- Helmstedter Kammerchor, dirigiert von Andreas Lamken
- Barockoboe – Manuel Staropoli
- 1. Violine – Matthias Brommann
- Violinen – Ulrike Wildenhof, Almut Schlicker, Stefanie Holk, Friedrike Bauer, Matthias Brommann
- Viola – Marie-Theres Strumpf, Cosima Bergk, Jan Larsen
- Viola da gamba – Claas Harders
- Cello – Hagen Kuhr
- Kontrabass – André Neygenfind
- Cembalo – Stefan Horz
- Marschtrommeln – Erik Steenbock

Alle Texte von Luca Turilli.
Komponiert von Luca Turilli und Alex Staropoli.
Das Artwork stammt von Eric Philippe.